# Hersiwil
Hersiwil (toponimo tedesco) è una frazione di 191 abitanti del comune svizzero di Drei Höfe, nel Canton Soletta (distretto di Wasseramt).

## Storia

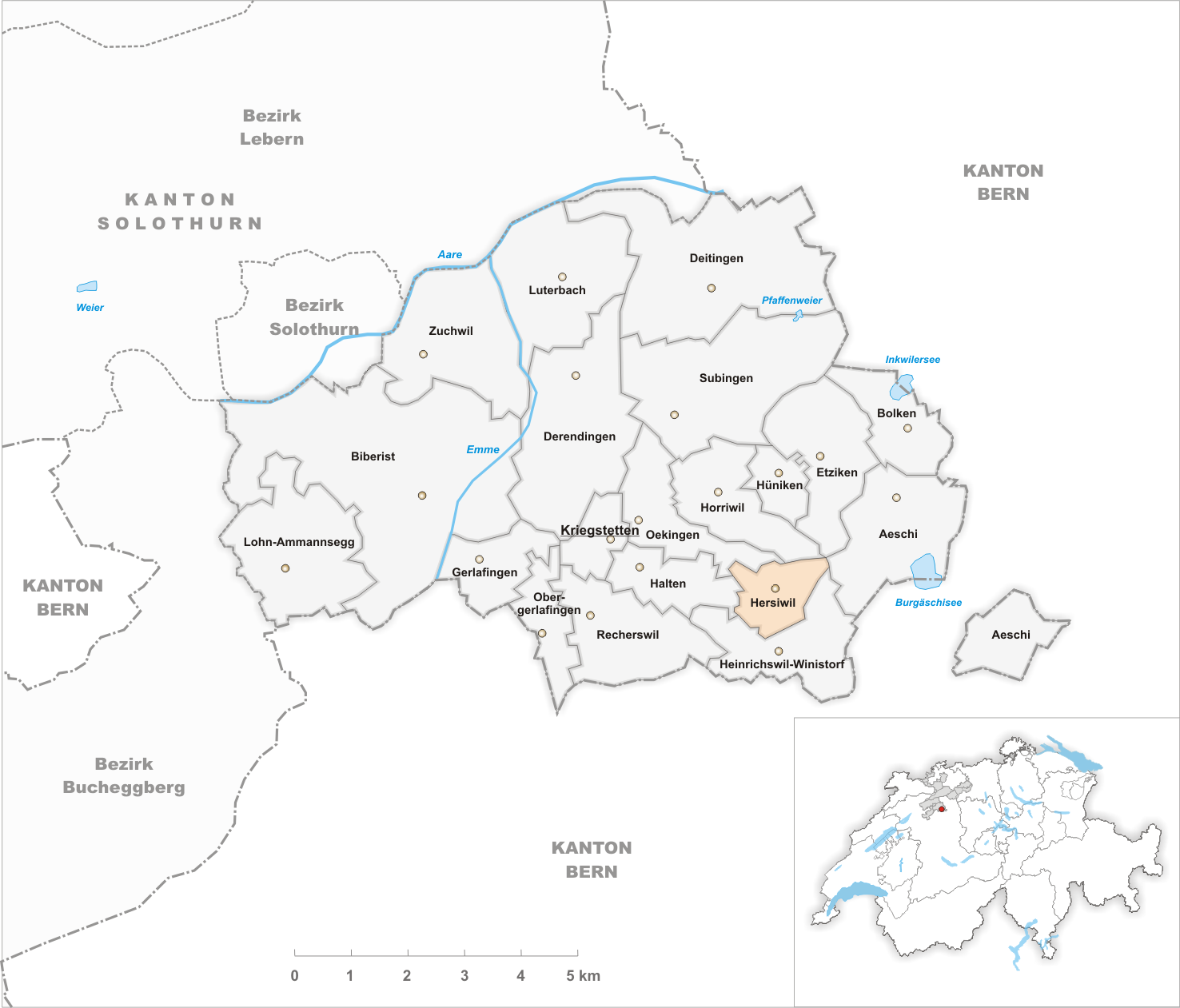
Il territorio del comune di Hersiwil prima degli accorpamenti comunali del 2013

Già comune autonomo istituito nel 1854 con la divisione del comune soppresso di Heinrichswil-Hersiwil-Winistorf, si estendeva per 1,41 km² ed è stato soppresso il 31 dicembre 2012; il 1º gennaio 2013 è stato accorpato all'altro comune soppresso di Heinrichswil-Winistorf per formare il nuovo comune di Drei Höfe.